# Insígnia de Ferit (Alemanya)
La insígnia dels ferits (alemany: Verwundetenabzeichen) va ser una decoració militar alemanya promulgada per primer cop per l'emperador alemany Guillem II el 3 de març de 1918, que va ser concedida als soldats de l'exèrcit alemany ferits durant la Primera Guerra Mundial. Entre les guerres mundials, es va atorgar a membres de les forces armades alemanyes que van lluitar al bàndol nacional de la guerra civil espanyola, i van rebre ferides relacionades amb el combat. Es va atorgar a membres del Reichswehr, la Wehrmacht, les SS i les organitzacions de serveis auxiliars durant la Segona Guerra Mundial. Després de març de 1943, a causa del nombre creixent de bombardejos aliats, també es va atorgar a civils ferits en atacs aeris. Era atorgada quan la ferida era el resultat d'una acció hostil enemiga.

## Classes
La insígnia tenia tres classes:
- Negre (3a classe, que representa el ferro), per als ferits una o dues vegades per acció hostil (inclosos atacs aeris).[2]
- Plata (2a classe) per haver estat ferit tres o quatre vegades.[2]
- Or (1a classe, que es podria premiar pòstumament) per cinc o més vegades ferits.[2]

Es podria renunciar a la "progressió" en cas de pèrdua d'una extremitat o de la vista; quan es va produir una ferida tan greu, se li va atorgar la insígnia de plata.
|          |          |       |
| en Negre | en Plata | en Or |

Les insígnies eren d'acer premsat, llautó i zinc. Totes les versions de la insígnia de les ferides es duien a la part inferior esquerra de l'uniforme o de la guerrera. La insígnia es portava per sota de tots els altres premis de l'esquerra. Es classificava inferior a les insígnies de combat. Hi havia 24 fabricants aprovats de la insígnia de ferides.
Al principi, la insígnia de ferits en negre va ser estampada en llautó de làmina, pintada de negre sempre amb una agulla posterior o de construcció massissa. Des de 1942, l'acer es va utilitzar per fabricar les insígnies.
La insígnia de ferides en plata es va fabricar (abans de 1942) a partir de llautó xapat amb plata, i (després de 1942) de zinc lacat i tenia un sòlid revers amb una agulla o amb una barra d'agulla plana.
La insígnia dels ferits en or era una versió daurada de la insígnia ferida en plata.
El 1957, es va autoritzar una versió revisada de la insígnia de les ferides; tanmateix, encara es podia portar el tipus anterior sempre que s'eliminés l'esvàstica (per exemple per moltura).

## Insígnia de Ferits del 20 de juliol de 1944

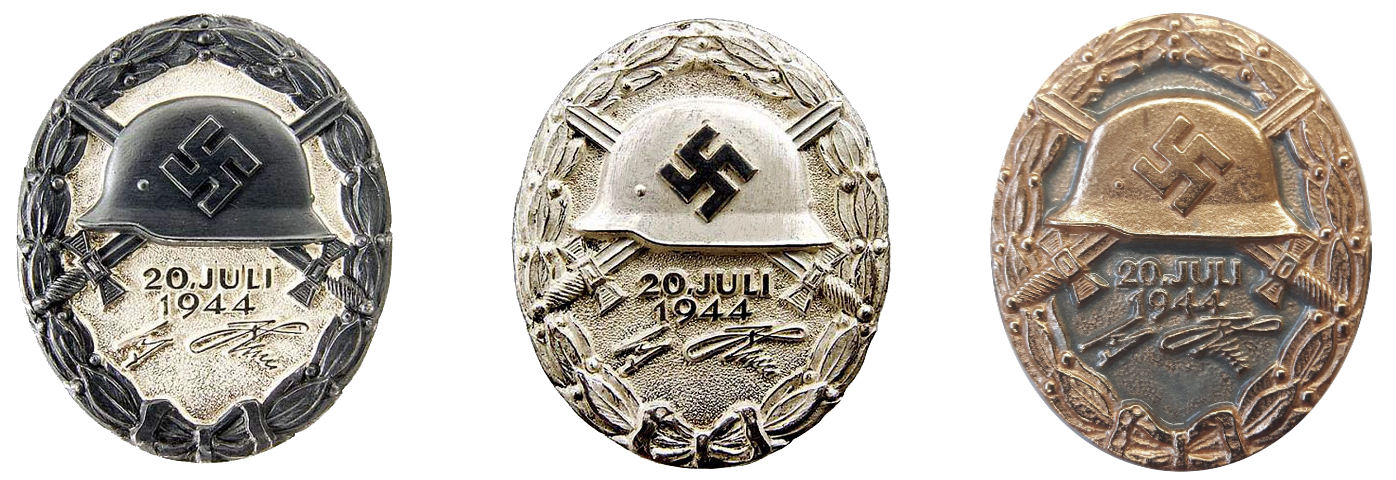
La versió del Badge del 20 de juliol es mostra en negre, plata i or

El distintiu de ferides del 20 de juliol de 1944 només es va emetre als ferits durant l'intent fallit per assassinar Adolf Hitler a la seu del Cau del Llop a Rastenburg, Prússia Oriental. Vint-i-quatre homes eren presents quan la bomba va detonar; un oficial després va morir i tres van sucumbir a les seves ferides poc temps després. Posteriorment, Hitler va ordenar que es concedís una insígnia especial per ferides que commemorés l'esdeveniment, ja que va creure que "el destí havia intervingut" per a ell.
La insígnia de ferides del 20 de juliol es basa en la insígnia de ferides comuna, però el casc és una mica més gran i més gran; també porta la data "20 Juli 1944" i un facsímil de la signatura de Hitler a sota del casc i la data. . [8] Les insígnies de ferides del 20 de juliol es van fer en tres graus de negre, plata i or. Totes aquestes insígnies de ferides van ser de plata massissa marcada per la firma CE Juncker. Els destinataris que ja havien rebut prèviament el reglament de les insígnies ferides van rebre el distintiu de ferides el 20 de juliol en un grau superior.
A diferència de la insígnia de ferides en negre, la insígnia de ferides en negre del 20 de juliol no era tot negre. Només el casc i la corona eren negres; el fons era de plata per poder veure la data i la signatura facsímil. La insígnia de ferides de plata del 20 de juliol té destacats negres a la esvàstica del casc, la data i la signatura facsímil. La insígnia d'or de les ferides del 20 de juliol tenia un fons de plata amb el casc i la corona d'or. A diferència de les insígnies de ferides estàndard, aquestes eren de dues peces.
Hitler va presentar als supervivents la insígnia de les ferides especials, així com un document únic d'adjudicació. Els primers van ser premiats en una cerimònia el 20 d'agost de 1944. Les quatre distincions pòstumes van ser enviats a les mullers dels destinataris. Tot i que Hitler havia resultat ferit en l'atemptat, no es va lliurar a si mateix una d'aquestes insígnies. Hitler havia guanyat la seva insígnia de ferides (en negre) a la Primera Guerra Mundial el 18 de maig de 1918.
La insígnia va substituir la insígnia bàsica de ferides de 1939 a les persones que van rebre la insígnia del 20 de juliol. És important tenir en compte que aquesta insígnia va ser més un regal personal de Hitler per als implicats, i que estava destinada a ser un record únic de l'esdeveniment. Els destinataris de la insígnia de ferides del 20 de juliol podrien millorar les insígnies de les ferides del 20 de juliol si obtenien qualificacions més altes de la insígnia de ferides. El Konteradmiral Hans-Erich Voss finalment va tenir la insígnia de ferides del 20 de juliol en els tres graus, guanyant-la en negre el 20 de juliol de 1944 i tornant a actualitzar-la dues vegades per ferides posteriors.

### Receptors de la Insígnia de Ferits del 20 de juliol de 1944
Els receptors de la Insígnia de Ferits del 20 de juliol de 1944 van ser:
- Kapitän zur See Kurt Assmann
- Oberst Nicholaus von Below
- ? Berger (estenògraf)
- General Karl Bodenschatz
- Oberstleutnant Borgman
- Oberst Heinz Brandt
- Major Herbert Büchs
- General Walther Buhle
- SS-Gruppenführer Hermann Fegelein
- SS-Hauptsturmführer Otto Günsche
- ? Hagen (estenògraf)
- General Adolf Heusinger
- ? Hewel (Missatger)
- General Alfred Jodl
- Oberstleutnant von John
- Generalfeldmarschall Wilhelm Keitel
- General Günther Korten
- Admiral Jesco von Puttkamer
- General Walther Scherff
- General Rudolf Schmundt
- von Schimanski
- Admiral Hans-Erich Voss
- General Walther Warlimont
- Oberstleutnant Weizenegger